# Deutsche Volkszeitung (1866)
Die Deutsche Volkszeitung  war eine in Hannover erschienene Zeitung, die laut einer Übersicht Hannoversche Tageszeitungen der Gottfried Wilhelm Leibniz Bibliothek erstmals am 1. Oktober 1866 erschien. Sie war das Presseorgan der Deutsch-Hannoverschen Partei (DHP), die nach der Annexion des Königreichs Hannover durch Preußen auf die Wiederherstellung der Selbständigkeit gerichtet war. Ihre Fortsetzung erfuhr die Deutsche Volkszeitung durch die Hannoversche Landeszeitung.